# Bernard Le Nail
Bernard Le Nail, né à Paris le 12 février 1946, et mort le 5 janvier 2010 à Rennes, est un écrivain français. Il est aussi une personnalité du mouvement Breton, actif au sein de structures comme le Comité d'étude et de liaison des intérêts bretons et l'Institut culturel de Bretagne.
Il a initié la publication de nombreux ouvrages, seul ou en collaboration, ainsi qu'un grand nombre d'articles ayant pour thèmes principaux : le rayonnement de la Bretagne et des Bretons dans le monde, les voyages de découverte des Bretons, l'émigration bretonne, les étrangers en Bretagne et leur contribution à la vie de la Bretagne, les relations entre les pays celtiques.

## Itinéraire professionnel
Fils de diplomate, il passe plusieurs années de son enfance en Californie et au Mexique.
- 1970 - École des hautes études commerciales de Paris (HEC)
- 1973-1979, chef du Bureau de promotion industrielle à la Chambre de commerce et d'industrie de Nantes
- 1979-1983, secrétaire général du comité d'étude et de liaison des intérêts bretons en poste à Lanester (Morbihan)
- 1983-2000, directeur de l'Institut culturel de Bretagne en poste à Rennes
- 2001-2002, création des éditions Les Portes du large.

## Travaux et publications
- Le décollage de l’économie irlandaise, mémoire de quatrième année de sciences économiques, 1968.
- Radiographies financières d’entreprises de la Loire-Atlantique, Nantes, Chambre de commerce et d’industrie, 1975, 300 pp.
- Guide annuaire culturel de Loire-Atlantique, Nantes, Centre nantais de culture celtique, 1980.
- participation (chapitre sur les questions d’énergie en Bretagne) à l’ouvrage collectif La Bretagne, sous la direction de Yann Brekilien, Paris, Éditions d’organisation, 1982.
- Bretagne, pays de mer, en collaboration avec Philippe Plisson (photographie), Paris, Hachette, 1993.
- participation importante à la conception et à la rédaction de l’ouvrage collectif Les Bretons au-delà des mers. Explorateurs et grands voyageurs, Quimper, Ed. Nouvelles du Finistère, 1996.
- Explorateurs et grands voyageurs bretons (dictionnaire biographique), P., Gisserot, 1998.
- participation (chapitre sur la culture) à l’ouvrage collectif L’Espoir breton du XXIe siècle. La Bretagne en âge de réveil, Spézet, Coop Breizh, 1998.
- Dictionnaire des romanciers de Bretagne en collaboration avec Jacqueline Le Nail, Gourin, Ed. Keltia Graphic, 1999, 360 pp.
- Dictionnaire des auteurs de jeunesse de Bretagne en collaboration avec Jacqueline Le Nail, préface de François Caradec, Gourin, Keltia Graphic, 2001, 360 pp[4].
- Noms de lieux bretons à travers le monde ; Rennes, Les Portes du large, 2002, 239 pp.
- L'Almanach de la Bretagne ; P., Larousse, 2003, 384 pp.
- Pays de Vitré. Hommes et femmes remarquables en collaboration avec Jacqueline Le Nail ; Rennes, Portes du large, 2004, 240 pp.
- Des Bretons au Mexique ; Rennes, Portes du large, 2009, 240pp

- Prix Robert-Delavignette 2009 de l'Académie des sciences d'outre-mer.
- Bernard Le Nail, Dictionnaire biographique de Nantes et de Loire-Atlantique, Pornic, Le Temps éditeur, 2010, 414 p. (ISBN 978-2-363-12000-7)

## Autres contributions
Bernard Le Nail a également participé à la rédaction de divers livres comme :
- La Galice, Institut culturel de Bretagne
- Cent peintres en Bretagne, Ed. Palantines
- Géographie littéraire de la Bretagne, Institut culturel de Bretagne
- La Bretagne des grands auteurs, Ouest-France-Edilarge.

Enfin, Bernard Le Nail a joué un rôle de conseiller dans la conception et la réalisation de plusieurs ouvrages, s'est consacré à la relecture des manuscrits, ou à l'apport de compléments. Citons : 500 Bretons à connaître (Ancre de Marine, 1989), Guide Bleu Bretagne (Hachette, 1991) (révision de l’ensemble de l’ouvrage), Guides Gallimard Bretagne, Les noms qui ont fait l’histoire de Bretagne (Coop Breizh/ICB, 1997), Dictionnaire des femmes en Bretagne (UTL/Coop Breizh, 1999), La Bretagne entre Armor et Argoat (Reader’s Digest, 1999).
Depuis les années 1980, il a signé plusieurs centaines d’articles dans des journaux et revues : Ouest-France, La Bretagne à Paris, Horizons Bretons, Le Pays Breton, Armor Magazine, Bretagne Hebdo, Al Liamm, Sept Jours, Le Journal de Vitré, etc., bulletins et mémoires des sociétés historiques de Bretagne, etc. Entre 2005 et 2009, il a contribué à 400 articles de l'Agence Bretagne Presse.

### Critiques
Bernard Le Nail est attaqué par Françoise Morvan en raison de ses activités en 2001. L'Humanité le qualifie en 1999 d'ancien « activiste » du FLB, ce qu'il dément,.

## Sources